# Kaneelsikkelmot
De kaneelsikkelmot (Metalampra cinnamomea) is een nachtvlinder uit de familie Oecophoridae, de sikkelmotten. 
De spanwijdte varieert van 10 tot 14 millimeter. De soort kan makkelijk verward worden met de Italiaanse kaneelsikkelmot, die wat lichter van kleur en scherper getekend is. De soort komt voor Europa, waaronder in Nederland in de duinen en op zandgronden in het binnenland.